# Мартыновское (Московская область)
Мартыновское — село в городском округе Ступино Московской области России. До 2017 года входило в состав сельского поселения Аксиньинское, до 2006 года — в состав Большеалексеевского сельского округа).
Мартыновское расположено на севере района, на правом берегу реки Нудовки, высота центра деревни над уровнем моря — 159 м. Ближайшие населённые пункты: примерно в полукилометре на северо-запад, через реку, Кишкино и около 2 км на северо-восток — Мясищево.
В Мартыновском на 2015 год 3 улицы, 2 проезда и 1 СНТ.
В селе действут церковь Рождества Христова, построенная на месте уничтоженной в 1930-е годы церкви 1729 года постройки.

## Население
| 2002 | 2006 | 2010 |
| ---- | ---- | ---- |
| 45   | ↘37  | ↘28  |